# Ape
Ape (niem. Hoppenhof, lit. Apė, est. Hopa) − miasto na Łotwie w novadsie Smiltene, przy granicy z Estonią, 177 km od Rygi, 54 km od Valki. Prawa miejskie od 1928, liczy 1941 mieszkańców (2004). W latach 2009–2021 stolica novadsu Ape.

## Urodzeni w Ape
- Andris Šķēle – premier Łotwy w latach 1995–1997 i 1999–2000, przewodniczący Partii Ludowej